# Opale
Opale so naselje v Občini Žiri.